# Eccellenza Lazio 2018-2019
Il campionato italiano di calcio di Eccellenza regionale 2018-2019 è stato il 28º organizzato in Italia. Rappresenta il quinto livello del calcio italiano. La stagione regolare è iniziata il 2 settembre 2018 ed è terminata il 12 maggio 2019. I play-out si sono tenuti il 19 maggio.
Il campionato è stato vinto dal Team Nuova Florida per il girone A e dalla Pro Calcio Tor Sapienza per il girone B. Per entrambe le compagini si tratta del primo titolo.
Tutte le squadre iscritte al campionato di Eccellenza hanno avuto diritto a partecipare alla fase regionale della Coppa Italia Dilettanti.

## Stagione

### Novità
Il campionato di Eccellenza Lazio è composto da 36 squadre divise in due gironi da 18. Ad avere diritto a disputare il campionato di eccellenza sono le 26 squadre salvatesi la precedente stagione, 4 ripescate (il Montespaccato, Il Real Monterotondo scalo, La Boreale Donorione e il Colleferro), la vincitrice della Coppa Italia Promozione (il Montalto) e 9 provenienti dalla Promozione Lazio: 4 tramite promozione diretta: l'Ottavia, il Villalba Ocres Moca, il Lavino Campoverde e l'Itri; 4 ammesse tramite la graduatoria determinata dai play-off a completamento di organici: la Pro Roma, lo Sporting Genzano, il Sora e il Ronciglione United e 1 ammessa con ulteriore speciale graduatoria (il Grifone Gialloverde) a completamento di organici.

#### Aggiornamenti
Ad inizio stagione il Comitato Regionale dirama il comunicato con il quale annuncia gli organici della stagione in corso. Di seguito le novità:
- La neoretrocessa Anzio viene ripescata in Serie D a completamento di organico[3][4].
- Il Serpentara Bellegra Olevano cessa ogni attività svincolando tutti i suoi calciatori[3].
- Il Città di Ciampino cessa l'attività agonistica rimanendo attivo solo a livello giovanile[3].
- Il Lepanto cessa l'attività agonistica rimanendo attivo solo a livello giovanile[3].

Ciò comporta una vacanza di organico di 10 squadre. Vengono ripescate alcune squadre della passata stagione (il Montespaccato, Il Real Monterotondo scalo, La Boreale Donorione e il Colleferro) e 6 dalla Promozione (Il Montalto, 
la Pro Roma, lo Sporting Genzano, il Sora, il Ronciglione United e il Grifone Gialloverde).
A inizio stagione avvengono le seguenti fusioni e cambio di denominazioni sociali:
- L'SSDARL Cre. Cas. assume la denominazione di SSDARL Città di Palombara.
- L'A.S.D. Virtus Nettuno Lido assume la denominazione di A.S.D. Virtus Nettuno.
- L'A.S.D. Ronciglione United assume la denominazione S.S.D. Ronciglione United A R.L.
- L' A.S.D. P. Vigor Perconti si fonde con il Monte Grotte Celoni, assumendone il titolo sportivo e quindi iscrivendosi al campionato.
- Il G.S.D. Campus Eur si fonde con l'A.S.D. Play Eur, assumendo il titolo A.S.D.Campus Eur 1960.

### Formula
In materia di promozioni e retrocessioni fa fede il Comunicato Ufficiale del Comitato Regionale Lazio.
Promozioni

Verranno promosse nel campionato di Serie D 2019-2020 le squadre che si classificano al primo posto nei rispettivi gironi del Campionato di Eccellenza. 
Le seconde classificate parteciperanno ai play-off nazionali secondo le modalità di svolgimento fissate dal Consiglio Direttivo della LND.
Retrocessioni

Retrocederanno nel Campionato di Promozione 2019-2020 quattro squadre per ciascun girone.
Le squadre classificate al 17º e 18º posto dei rispettivi gironi del Campionato di Eccellenza retrocederanno direttamente nel Campionato di Promozione.
Le ulteriori due squadre verranno individuate mediante la disputa di gare di play-out,così articolate:
le squadre classificate al 13º, 14º, 15º e 16º posto verranno abbinate tra loro (13ª classificata/16ª classificata; 14ª classificata/15ª
classificata) e si scontreranno in gara unica ad eliminazione diretta, da disputarsi in casa della squadra con la migliore posizione di classifica. Le due squadre vincitrici avranno titolo alla permanenza nel prossimo Campionato di Eccellenza. I play-out non si svolgeranno se tra le due squadre designate risulterà un divario superiore a 8 punti in classifica.
Questi sono i gironi organizzati dal comitato regionale della regione Lazio.

## Girone A

### Squadre partecipanti
| Club                             | Città (provincia)            | Stadio | Stagione precedente                                                |
| -------------------------------- | ---------------------------- | --- | ------------------------------------------------------------------ |
| A.S.D. ALMAS Roma                | Roma                         | "Arnaldo Fuso", Ciampino                                                                                   | 9º posto in Eccellenza girone B                                    |
| A.S.D. Astrea                    | Roma                         | "Casal del Marmo", quartiere Ottavia, Municipio Roma XIV                                                   | 3º posto in Eccellenza girone A                                    |
| A.S.D. Atletico Vescovio         | Roma                         | "Futbolclub Campus", quartiere Tor di Quinto, Municipio Roma XV                                            | 13º posto in Eccellenza girone A                                   |
| A.S.D. Bricofer Casal Barriera   | Roma                         | "Nicolino Usai", quartiere Pietralata, Municipio Roma IV                                                   | 12º posto in Eccellenza girone B                                   |
| A.S.D. Campus Eur 1960           | Roma                         | "Mario Tobia", quartiere Ostiense, Municipio Roma VIII                                                     | 4º posto in Eccellenza girone B                                    |
| SSDARL Città di Palombara        | Cretone, Castelchiodato (RM) | "Giovanni Torlonia", Palombara Sabina                                                                      | 6º posto in Eccellenza girone A                                    |
| A.S.D. Civitavecchia Calcio 1920 | Civitavecchia (RM)           | "La Cavaccia", Allumiere (RM)                                                                              | 10º posto in Eccellenza girone A                                   |
| S.S.D. Cynthia 1920              | Genzano di Roma (RM)         | Comunale "A", Genzano                                                                                      | 7º posto in Eccellenza girone A                                    |
| SSDARL Eretum Monterotondo       | Monterotondo (RM)            | "Fausto Cecconi", Monterotondo                                                                             | 5º posto in Eccellenza girone A                                    |
| U.S.D. Montalto                  | Montalto di Castro (VT)      | "Alberto Martelli" , Montalto di Castro                                                                    | 11º posto in Promozione girone A, Vincente Coppa Italia Promozione |
| P.D. Montespaccato               | Roma                         | "Montespaccato", quartiere Montespaccato, Municipio Roma XIII                                              | 14º posto in Eccellenza girone B, ripescato                        |
| A.S.D. Real Monterotondo Scalo   | Monterotondo (RM)            | "Ottavio Pietrangeli", Monterotondo Scalo                                                                  | 14º posto in Eccellenza girone A, ripescato                        |
| S.S.D. Ronciglione United        | Ronciglione (VT)             | Comunale, Ronciglione (2ª giornata) "Conte Carosi Martinozzi", Carbognano (VT) (Dalla 4ª giornata in poi.) | 2º posto in Promozione girone A, ammesso                           |
| A.S.D. Sporting Genzano          | Genzano di Roma (RM)         | "Luciano Iorio", Nemi (RM)                                                                                 | 2º posto in Promozione girone C, ammesso                           |
| A.S.D. Team Nuova Florida 2005   | Ardea (RM)                   | "Marco Mazzucchi A", Ardea                                                                                 | 3º posto in Eccellenza girone B                                    |
| A.S.D. Unipomezia 1938           | Pomezia (RM)                 | Comunale, Pomezia                                                                                          | 4º posto in Eccellenza girone A                                    |
| A.S.D. Valle del Tevere          | Forano (RI)                  | Comunale, Forano                                                                                           | 11º posto in Eccellenza girone A                                   |
| A.S.D. Villalba Ocres Moca 1952  | Guidonia Montecelio (RM)     | Centro Sportivo Ocres Moca, Villalba                                                                       | 1º posto in Promozione girone B, promossa                          |

### Classifica finale
Fonte:
|  | Pos. | Squadra                 | Pt      | G  | V  | N  | P  | GF | GS | DR  |
|  | ---- | ----------------------- | ------- | -- | -- | -- | -- | -- | -- | --- |
|  | 1.   | Team Nuova Florida      | 73      | 32 | 22 | 7  | 3  | 74 | 32 | +42 |
|  | 2.   | Valle del Tevere        | 69      | 32 | 20 | 9  | 3  | 64 | 22 | +42 |
|  | 3.   | Real Monterotondo Scalo | 68      | 32 | 21 | 5  | 6  | 68 | 46 | +22 |
|  | 4.   | Astrea                  | 60      | 32 | 18 | 6  | 8  | 55 | 38 | +17 |
|  | 5.   | Eretum Monterotondo     | 55      | 32 | 16 | 7  | 9  | 63 | 37 | +26 |
|  | 6.   | Montespaccato           | 51      | 32 | 15 | 6  | 11 | 58 | 41 | +17 |
|  | 7.   | Sporting Genzano        | 44      | 32 | 12 | 8  | 12 | 41 | 42 | -1  |
|  | 8.   | Unipomezia              | 43      | 32 | 12 | 7  | 13 | 57 | 53 | +4  |
|  | 9.   | Campus Eur              | 42      | 32 | 12 | 6  | 14 | 51 | 58 | -7  |
|  | 10.  | Bricofer Casal Barriera | 41      | 32 | 11 | 8  | 13 | 43 | 54 | -11 |
|  | 11.  | Villalba Ocres Moca     | 38      | 32 | 10 | 8  | 14 | 34 | 49 | -15 |
|  | 12.  | Cynthia                 | 37      | 32 | 9  | 10 | 13 | 44 | 55 | -11 |
|  | 13.  | Atletico Vescovio       | 32      | 32 | 9  | 5  | 18 | 35 | 53 | -18 |
|  | 14.  | Civitavecchia (-1)      | 31      | 32 | 8  | 8  | 16 | 43 | 50 | -7  |
|  | 15.  | Montalto (-1)           | 30      | 32 | 9  | 4  | 19 | 30 | 56 | -26 |
|  | 16.  | Ronciglione United      | 26      | 32 | 6  | 8  | 18 | 31 | 60 | -29 |
|  | 17.  | ALMAS                   | 16      | 32 | 4  | 4  | 24 | 27 | 72 | -45 |
|  | 18.  | Città di Palombara      | Esclusa |    |    |    |    |    |    |     |

Legenda:
      Promossa in Serie D 2019-2020.
      Ammessa ai play-off nazionali.
 Ai play-out.
      Retrocesse in Promozione Lazio 2019-2020.
Regolamento:
Tre punti a vittoria, uno a pareggio, zero a sconfitta.
In caso di arrivo a pari punti vale la classifica avulsa (escludendo il 1º, il 2º ed il 17º posto, per i quali è previsto uno spareggio).
Note:
Il Civitavecchia ha scontato 1 punto di penalizzazione.
Il Montalto ha scontato 1 punto di penalizzazione.
Il Città di Palombara si ritira dal campionato alla 15ª giornata, tutte le partite disputate o da disputare da essa sono state annullate.

### Risultati

#### Tabellone
|                         | ALM  | Ast  | AtV  | BCB  | CEu  | Civ  | Cyn  | EMo  | Mon  | Msp  | RMS  | Ron  | SGe  | TNF  | Uni  | VdT  | Vil  |
| ----------------------- | ---- | ---- | ---- | ---- | ---- | ---- | ---- | ---- | ---- | ---- | ---- | ---- | ---- | ---- | ---- | ---- | ---- |
| ALMAS                   | –––– | 0-3  | 1-2  | 0-1  | 3-2  | 3-2  | 0-3  | 1-1  | 0-2  | 0-2  | 0-1  | 0-1  | 1-3  | 1-4  | 1-3  | 0-3  | 3-0  |
| Astrea                  | 1-0  | –––– | 5-1  | 2-1  | 2-2  | 3-1  | 0-2  | 3-2  | 2-1  | 2-1  | 1-1  | 2-1  | 2-0  | 1-1  | 3-0  | 0-2  | 2-2  |
| Atletico Vescovio       | 3-0  | 0-1  | –––– | 1-3  | 3-1  | 0-0  | 4-1  | 2-2  | 1-4  | 1-0  | 0-2  | 1-0  | 1-2  | 3-2  | 0-1  | 0-4  | 0-1  |
| Bricofer Casal Barriera | 3-3  | 0-1  | 0-0  | –––– | 3-2  | 1-1  | 3-2  | 0-1  | 5-2  | 2-1  | 2-0  | 2-2  | 0-2  | 1-1  | 4-2  | 1-5  | 1-0  |
| Campus Eur              | 2-1  | 0-1  | 1-0  | 1-1  | –––– | 3-5  | 2-2  | 2-1  | 3-0  | 1-4  | 2-5  | 3-1  | 3-1  | 2-3  | 2-2  | 0-0  | 2-1  |
| Civitavecchia           | 1-0  | 1-3  | 5-1  | 0-0  | 0-2  | –––– | 3-3  | 3-3  | 0-2  | 0-3  | 0-1  | 1-1  | 3-2  | 0-1  | 1-2  | 0-1  | 3-1  |
| Cynthia                 | 2-2  | 1-0  | 1-1  | 2-0  | 1-0  | 1-1  | –––– | 0-2  | 3-0  | 1-2  | 2-0  | 0-2  | 1-1  | 0-3  | 1-1  | 0-2  | 1-1  |
| Eretum Monterotondo     | 6-0  | 2-1  | 2-1  | 3-1  | 2-1  | 2-1  | 5-3  | –––– | 2-0  | 4-2  | 1-2  | 4-0  | 3-0  | 1-3  | 0-1  | 0-0  | 1-1  |
| Montalto                | 1-0  | 0-1  | 1-0  | 4-0  | 1-3  | 0-3  | 1-2  | 0-3  | –––– | 1-2  | 0-1  | 1-0  | 0-0  | 1-5  | 1-0  | 2-3  | 0-1  |
| Montespaccato           | 2-0  | 3-0  | 0-1  | 0-1  | 5-0  | 2-1  | 3-1  | 0-3  | 2-2  | –––– | 5-0  | 2-0  | 2-0  | 1-1  | 2-5  | 1-1  | 1-2  |
| Real Monterotondo Scalo | 3-1  | 4-2  | 3-2  | 2-0  | 4-0  | 3-0  | 4-1  | 1-1  | 2-0  | 2-2  | –––– | 4-3  | 3-3  | 3-5  | 4-1  | 2-1  | 2-2  |
| Ronciglione United      | 0-4  | 0-1  | 0-0  | 1-2  | 0-3  | 1-1  | 1-0  | 0-2  | 1-0  | 4-2  | 0-2  | –––– | 2-0  | 1-2  | 3-5  | 1-1  | 1-1  |
| Sporting Genzano        | 5-0  | 1-0  | 2-1  | 2-1  | 1-2  | 1-4  | 4-0  | 1-0  | 0-0  | 1-1  | 2-0  | 3-2  | –––– | 0-2  | 0-0  | 0-1  | 2-2  |
| Team Nuova Florida      | 3-0  | 5-3  | 2-0  | 5-1  | 2-1  | 1-0  | 1-1  | 2-1  | 0-0  | 0-0  | 2-3  | 4-0  | 1-0  | –––– | 1-0  | 1-2  | 5-2  |
| Unipomezia              | 4-1  | 0-0  | 3-4  | 3-1  | 1-0  | 0-1  | 1-1  | 2-1  | 6-1  | 1-2  | 2-3  | 3-3  | 1-1  | 2-3  | –––– | 0-2  | 0-2  |
| Valle del Tevere        | 1-1  | 2-2  | 2-1  | 2-2  | 0-1  | 2-1  | 2-1  | 1-1  | 5-0  | 2-1  | 3-0  | 5-0  | 3-0  | 1-1  | 4-2  | –––– | 0-1  |
| Villalba Ocres Moca     | 2-0  | 1-5  | 1-0  | 1-0  | 2-2  | 1-0  | 3-4  | 2-1  | 0-2  | 1-2  | 0-1  | 0-0  | 0-1  | 0-2  | 0-3  | 0-2  | –––– |

### Spareggi

#### Play-out
|                   | Risultati |                    | Luogo e data              |
| ----------------- | --------- | ------------------ | ------------------------- |
| Atletico Vescovio | 2-2 (dts) | Ronciglione United | Roma, 19 maggio 2019      |
| Civitavecchia     | 4-0       | Montalto           | Allumiere, 19 maggio 2019 |
|                   |           |                    |                           |

## Girone B

### Squadre partecipanti
| Club                           | Città (provincia)                            | Stadio | Stagione precedente                         |
| ------------------------------ | -------------------------------------------- | --- | ------------------------------------------- |
| U.S.D. Arce 1932               | Arce (FR)                                    | Comunale, Ceprano (fino alla 18ª giornata) Comunale, San Giovanni Incarico (dalla 19ª giornata in poi)               | 10º posto in Eccellenza girone B            |
| A.S.D. Audace                  | Pisoniano - San Vito Romano - Genazzano (RM) | "Le Rose" di Genazzano                                                                                               | 6º posto in Eccellenza girone B             |
| A.S.D. Boreale Donorione       | Roma                                         | "Don Orione A", quartiere Camilluccia, Municipio Roma XV                                                             | 16º posto in Eccellenza girone A, ripescato |
| A.S.D. U.S. Cavese 1919        | Cave (RM)                                    | "Luigi Ariola", Cave                                                                                                 | 15º posto in Eccellenza girone B            |
| S.S.D. Colleferro Calcio       | Colleferro (RM)                              | "Andrea Caslini", Colleferro                                                                                         | 16º posto in Eccellenza girone B, ripescato |
| A.S.D. Grifone Gialloverde     | Roma                                         | "Roma", quartiere San Giovanni, Municipio VII                                                                        | 4º posto in Promozione girone A, ammesso    |
| S.S.D. Pol. Insieme Ausonia    | Ausonia (FR)                                 | "Madonna del Piano", Ausonia                                                                                         | 8º posto in Eccellenza girone B             |
| A.S.D. Itri Calcio             | Itri (LT)                                    | Comunale, Itri | 1º posto in Promozione girone D, promosso   |
| A.S.D. Latina S. Sermoneta FC  | Sermoneta (LT)                               | "Tiziano Righetti A", Latina (fino alla 20ª giornata) "Ivano Ceccarelli", Latina (dalla 21ª giornata in poi)         | 5º posto in Eccellenza girone B             |
| A.S.D. Lavinio Campoverde      | Anzio (RM)                                   | "Villa Claudia", Anzio                                                                                               | 1º posto in Promozione girone C, promosso   |
| A.S.D. Morolo Calcio           | Morolo (FR)                                  | "Arnaldo Marocco", Morolo                                                                                            | 11º posto in Eccellenza girone B            |
| S.S.DARL Ottavia               | Roma                                         | "Ivo Di Marco", quartiere Ottavia, Municipio Roma XIV                                                                | 1º posto in Promozione girone A, promossa   |
| S.S.D. Pomezia Calcio          | Pomezia (RM)                                 | Comunale, Pomezia | 2º posto in Eccellenza girone B             |
| A.S.D. Pro Calcio Tor Sapienza | Roma                                         | "Giorgio Castelli", quartiere Tor Sapienza, Municipio Roma IV                                                        | 15º posto in Eccellenza girone A            |
| S.S.D. Pro Roma Calcio         | Roma                                         | "Danilo Vittiglio", quartiere Prenestino, Municipio Roma V                                                           | 2º posto in Promozione girone B, ammessa    |
| A.S.D. Sora Calcio             | Sora (FR)                                    | Stadio Claudio Tomei, Sora                                                                                           | 2º posto in Promozione girone D, ammessa    |
| A.S.D. Vigor Perconti          | Roma                                         | "Vigor C.S. A", quartiere Colli Aniene, Municipio Roma IV                                                            | 9º posto in Eccellenza girone A             |
| A.S.D. P. Virtus Nettuno       | Nettuno (RM)                                 | "Pineta dei Liberti A", Ardea (fino alla 19ª giornata) "Ci.Ma. Nuovo Primavera", Aprilia (dalla 20ª giornata in poi) | 7º posto in Eccellenza girone B             |

### Classifica finale
Fonte:
|  | Pos. | Squadra                 | Pt | G  | V  | N  | P  | GF | GS | DR  |
|  | ---- | ----------------------- | -- | -- | -- | -- | -- | -- | -- | --- |
|  | 1.   | Pro Calcio Tor Sapienza | 61 | 34 | 15 | 16 | 3  | 37 | 23 | +14 |
|  | 2.   | Pomezia                 | 59 | 34 | 18 | 5  | 11 | 54 | 34 | +20 |
|  | 3.   | Arce                    | 58 | 34 | 17 | 7  | 10 | 63 | 51 | +12 |
|  | 4.   | Sora                    | 57 | 34 | 15 | 12 | 7  | 61 | 37 | +24 |
|  | 5.   | Insieme Ausonia         | 53 | 34 | 14 | 11 | 9  | 43 | 39 | +4  |
|  | 6.   | Itri                    | 51 | 34 | 14 | 9  | 11 | 45 | 32 | +13 |
|  | 7.   | Audace                  | 51 | 34 | 14 | 9  | 11 | 47 | 43 | +4  |
|  | 8.   | Boreale Donorione       | 50 | 34 | 13 | 11 | 10 | 61 | 41 | +20 |
|  | 9.   | Virtus Nettuno          | 48 | 34 | 13 | 9  | 12 | 57 | 55 | +2  |
|  | 10.  | Morolo                  | 45 | 34 | 13 | 6  | 15 | 51 | 56 | -5  |
|  | 11.  | Vigor Perconti          | 44 | 34 | 12 | 8  | 14 | 47 | 46 | +1  |
|  | 12.  | Ottavia                 | 44 | 34 | 12 | 8  | 14 | 51 | 58 | -7  |
|  | 13.  | Cavese                  | 43 | 34 | 11 | 10 | 13 | 47 | 50 | -3  |
|  | 14.  | Lavinio Campoverde      | 43 | 34 | 11 | 10 | 13 | 41 | 51 | -10 |
|  | 15.  | Latina S. Sermoneta     | 39 | 34 | 11 | 6  | 17 | 34 | 50 | -16 |
|  | 16.  | Grifone Gialloverde     | 34 | 34 | 10 | 4  | 20 | 38 | 56 | -18 |
|  | 17.  | Pro Roma                | 30 | 34 | 7  | 9  | 18 | 36 | 63 | -27 |
|  | 18.  | Colleferro              | 29 | 34 | 7  | 8  | 19 | 33 | 61 | -28 |

Legenda:
      Promossa in Serie D 2019-2020.
      Ammessa ai play-off nazionali.
 Ai play-out.
      Retrocesse in Promozione Lazio 2019-2020.
Regolamento:
Tre punti a vittoria, uno a pareggio, zero a sconfitta.
In caso di arrivo a pari punti vale la classifica avulsa (escludendo il 1º, il 2º ed il 17º posto, per i quali è previsto uno spareggio).
Note:
Il Pomezia è stato poi ammesso in Serie D 2019-2020 a completamento di organico.

### Risultati

#### Tabellone
|                         | Arc  | Aud  | Bor  | Cav  | Col  | Gri  | IAu  | Itr  | LSS  | Lav  | Mor  | Ott  | Pom  | PCTS | PRo  | Sor  | VPe  | VNe  |
| ----------------------- | ---- | ---- | ---- | ---- | ---- | ---- | ---- | ---- | ---- | ---- | ---- | ---- | ---- | ---- | ---- | ---- | ---- | ---- |
| Arce                    | –––– | 0-1  | 1-4  | 2-0  | 0-0  | 1-0  | 2-0  | 1-0  | 2-0  | 5-2  | 3-1  | 4-2  | 0-2  | 1-1  | 4-1  | 2-2  | 2-0  | 2-2  |
| Audace                  | 0-1  | –––– | 2-2  | 1-2  | 2-0  | 0-1  | 4-1  | 0-0  | 0-0  | 2-3  | 1-3  | 2-1  | 2-1  | 2-2  | 3-0  | 2-0  | 2-1  | 0-1  |
| Boreale Donorione       | 1-1  | 3-4  | –––– | 2-1  | 6-0  | 1-2  | 5-1  | 1-0  | 0-0  | 3-0  | 1-1  | 0-1  | 0-2  | 0-0  | 1-1  | 2-2  | 2-6  | 3-1  |
| Cavese                  | 3-2  | 1-1  | 1-0  | –––– | 3-1  | 2-3  | 1-1  | 1-1  | 3-1  | 0-0  | 5-2  | 0-0  | 2-2  | 0-1  | 1-2  | 1-1  | 3-1  | 1-2  |
| Colleferro              | 1-3  | 0-1  | 1-1  | 2-3  | –––– | 1-3  | 2-1  | 1-2  | 2-0  | 1-1  | 0-1  | 1-1  | 0-3  | 1-3  | 2-0  | 1-1  | 2-0  | 0-1  |
| Grifone Gialloverde     | 1-2  | 0-1  | 1-2  | 2-1  | 2-1  | –––– | 0-1  | 1-1  | 2-0  | 0-1  | 3-0  | 1-2  | 1-2  | 0-1  | 1-3  | 1-1  | 1-4  | 2-0  |
| Insieme Ausonia         | 2-2  | 0-0  | 1-0  | 1-1  | 2-1  | 3-2  | –––– | 1-0  | 3-0  | 2-0  | 0-4  | 1-0  | 2-1  | 1-0  | 5-1  | 0-3  | 2-0  | 3-3  |
| Itri                    | 1-1  | 4-1  | 1-0  | 1-0  | 1-2  | 0-1  | 1-1  | –––– | 4-1  | 2-2  | 2-1  | 3-0  | 0-1  | 0-0  | 4-0  | 1-1  | 1-1  | 1-0  |
| Latina S. Sermoneta     | 2-1  | 1-2  | 1-4  | 0-1  | 1-2  | 3-1  | 1-0  | 2-1  | –––– | 0-1  | 3-0  | 0-0  | 0-4  | 0-0  | 1-0  | 2-1  | 0-1  | 2-2  |
| Lavinio Campoverde      | 1-2  | 2-1  | 3-2  | 2-3  | 2-2  | 3-2  | 0-2  | 1-0  | 0-2  | –––– | 1-3  | 0-0  | 1-1  | 1-1  | 1-0  | 1-1  | 2-1  | 0-2  |
| Morolo                  | 3-2  | 3-0  | 0-0  | 1-0  | 3-0  | 0-0  | 1-0  | 1-3  | 3-1  | 1-0  | –––– | 0-4  | 0-1  | 1-2  | 2-2  | 2-4  | 1-0  | 2-2  |
| Ottavia                 | 4-5  | 0-2  | 0-3  | 1-2  | 2-2  | 4-2  | 0-3  | 2-0  | 1-2  | 0-2  | 6-4  | –––– | 4-1  | 1-1  | 3-1  | 2-1  | 1-2  | 3-1  |
| Pomezia                 | 3-0  | 1-1  | 1-2  | 3-1  | 3-0  | 1-0  | 2-1  | 0-2  | 0-3  | 2-1  | 2-1  | 1-1  | –––– | 0-1  | 2-0  | 0-1  | 4-0  | 0-2  |
| Pro Calcio Tor Sapienza | 4-1  | 0-0  | 0-0  | 0-0  | 1-1  | 2-0  | 0-0  | 2-1  | 1-0  | 2-1  | 2-0  | 1-1  | 1-4  | –––– | 0-3  | 1-0  | 2-0  | 2-2  |
| Pro Roma                | 0-1  | 2-1  | 3-2  | 3-3  | 3-0  | 0-0  | 0-0  | 1-2  | 1-1  | 3-2  | 2-2  | 0-2  | 0-2  | 0-1  | –––– | 2-2  | 1-1  | 0-2  |
| Sora                    | 2-1  | 5-0  | 0-4  | 3-0  | 3-1  | 4-1  | 1-1  | 2-1  | 1-2  | 1-1  | 1-0  | 5-0  | 2-1  | 0-0  | 3-0  | –––– | 2-1  | 4-1  |
| Vigor Pergonti          | 2-1  | 2-2  | 1-3  | 2-1  | 1-2  | 4-0  | 1-1  | 0-1  | 2-0  | 1-1  | 1-0  | 0-1  | 2-1  | 0-0  | 4-0  | 1-1  | –––– | 2-2  |
| Virtus Nettuno          | 3-5  | 0-4  | 1-1  | 3-0  | 1-0  | 4-1  | 0-0  | 2-3  | 4-2  | 1-2  | 2-4  | 5-1  | 0-0  | 1-2  | 2-1  | 1-0  | 1-2  | –––– |

### Spareggi

#### Play-out
In questo girone si è disputato un solo play-out in quanto il distacco fra terzultima e sestultima è stato superiore a 8 punti.
|                    | Risultati |                     | Luogo e data          |
| ------------------ | --------- | ------------------- | --------------------- |
| Lavinio Campoverde | 2-2 (dts) | Latina S. Sermoneta | Anzio, 19 maggio 2019 |
|                    |           |                     |                       |